# Roberto García (periodista)
Roberto Ángel García (2 de junio de 1945) es un periodista argentino con trayectoria en gráfica, radio y televisión, miembro de la Academia Nacional de Periodismo de la República Argentina.

## Biografía
A los 20 años abandonó los estudios de Derecho en la Universidad Nacional de La Plata y comenzó a trabajar en la revista Para Ti. Luego en 1968 de la mano de Tomás Eloy Martínez, amigo de su hermano, ingresó al semanario Primera Plana como redactor, llegando a ser secretario de redacción 3 años más tarde. En 1972 se incorporó como columnista en La Opinión, el diario de Jacobo Timerman, hasta 1980, año de la desaparición de ese medio gráfico. En 1981 llega a Ámbito Financiero y tras una enfermedad de Julio Ramos, propietario del diario, en 1983 asume la dirección periodística, conservando ese puesto durante 25 años. Además de su labor en gráfica, fue responsable del noticiero de Canal 9 entre 1970 y 1972, conductor y productor televisivo y también desarrollo actividad radial.
Tras la muerte de Julio Ramos en noviembre de 2006, además de los conflictos entre los herederos y José Luis Manzano y Daniel Vila, por entonces parte del grupo accionario de Ámbito Financiero. Vila y Manzano intentaban tener mayor control, cierta injerencia editorial y reclamaban un lugar en el directorio del diario. García, que tenía el 4 por ciento de las acciones, llegó a contestar 36 cartas documento en un día.  
Alejado de los medios unos meses, en 2009 comenzó a colaborar como columnista para el Diario Perfil e inició su programa de televisión La Mirada -de Roberto García-,  por  Canal 26. En 2022 recibió el premio konex a la trayectoria.

## Causas judiciales
En 2011, la justicia argentina lo imputó junto a otras personas que habrían integrado una red de espionaje dedicada a jaquear correos electrónicos de funcionarios del Gobierno nacional y comercializar la información. La jueza Arroyo Salgado lo procesó por asociación ilícita, sustracción de documentos y encubrimiento agravado. p
El 30 de diciembre de 2015, Salgado dispuso la nulidad absoluta por violación de las garantías constitucionales del debido proceso y la defensa en juicio de la nota remitida por el entonces secretario de Inteligencia Héctor Icazuriaga que iniciaba la causa y de todo lo actuado, sobreseyendo en consecuencia a todos los acusados. Siendo finalmente sobreseído